# ام زودا
ام زودا (به فرانسوی: M'Zouda) یک منطقهٔ مسکونی در مراکش است که در استان شیشاوه واقع شده‌است. ام زودا ۱۵٬۱۶۶ نفر جمعیت دارد.